# Sismo de Tabas de 1978
O sismo de Tabas de 1978 ocorreu no dia 16 de setembro de 1978 pelas 19:05:55 hora do Irão (menos 3h30 UTC). Atingiu 7,4 da escala de Mercalli de IX  (Violento). O número de vítimas terão sido entre 15-25 mil mortos com efeitos devastadores na cidade Tabas na atual província de Coração do Sul (na época só havia a província de Coração) e mais de 90 aldeias em redor foram também destruídas e com número elevado de vítimas. O xá Mohammad Reza Pahlevi decretou 3 dias de luto nacional, em homenagem às vítimas do terramoto.